# Saleen
Saleen — американський виробник спортивних автомобілів зі штаб-квартирою в місті Корона, штат Каліфорнія. Компанія була заснована в 1983 році Стівом Саліном (Steve Saleen) як "Saleen Autosport"  і в даний час налічує близько 80 співробітників.
Моделі Saleen зазвичай базуються на моделях інших брендів, а S7 — перша модель власного дизайну компанії. Компанія зараз виробляє S302 (базований на Ford Mustang), S620 (базований на Chevrolet Camaro), S570 (базований на Dodge Challenger) та GTX (базований на Tesla Model S).

## Модельний ряд

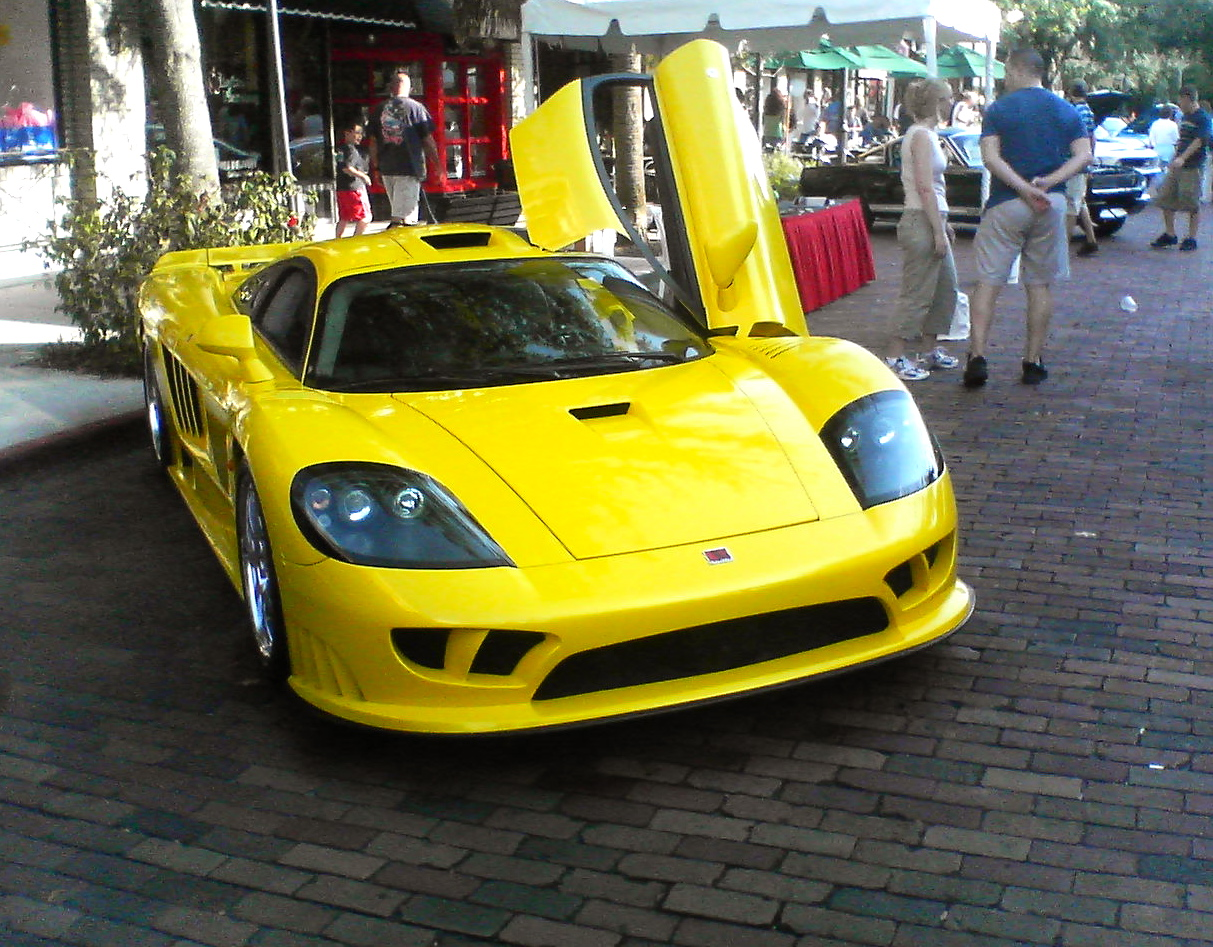
Saleen S7

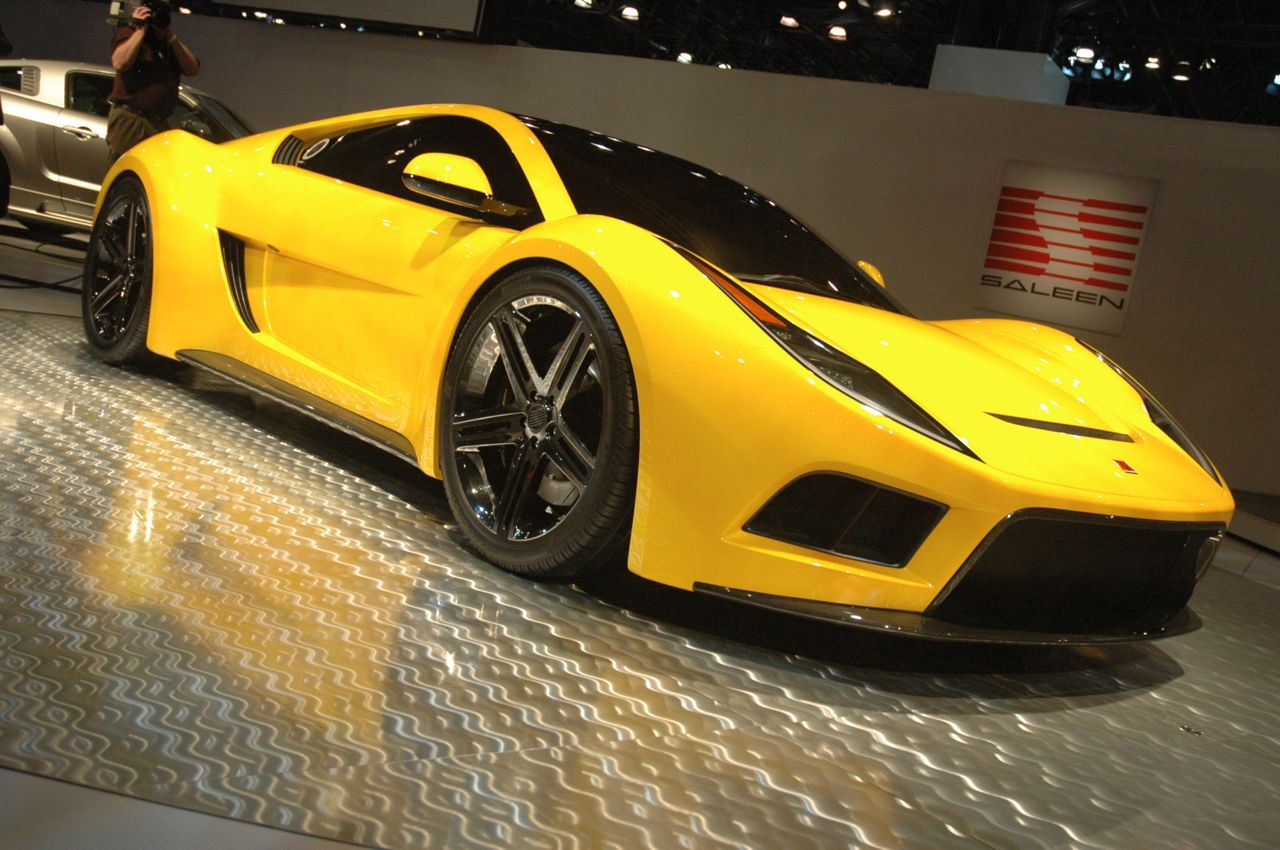
Saleen S5S Raptor (прототип)

Виробництво автомобілів компанії Saleen Automotive Inc. включає такі моделі:
- Saleen S302;
- Saleen S620;
- Saleen S570;
- Saleen GTX;
- Saleen S7 [2];
- Saleen S5S Raptor (прототип).

|                 | Saleen 302 Mustang | Saleen 570 Challenger | Saleen 620 Camaro | Saleen GTX    |
| --------------- | ------------------ | --------------------- | ----------------- | ------------- |
| Кінська сила    | 440-625 к. с.      | 400-575 к. с.         | 450-625 к. с.     | 376-691 к. с. |
| Споряджена маса | 1,641 кг           | 1,739 кг              | 1,750 кг          | 2,108 кг      |
|                 |                    |                       |                   |               |